# Rwindi
Rwindi est une localité du territoire de Rutshuru, dans la province du Nord-Kivu en république démocratique du Congo. La ville est traversée par la route nationale 2. Elle a également un aérodrome, l'aéroport de Rwindi (en).